# Schafsmord in Skull Valley
Als Skull Valley Schafsmord (Dugway sheep incident) wurde ein Schafsmord im März 1968 bekannt, der mit den chemischen und biologischen Waffenprogrammen der US-Armee auf dem Dugway Proving Ground in Utah in Verbindung gebracht wird. Sechstausend Schafe wurden auf Farmen in der Nähe des Stützpunktes getötet, und die gängige Erklärung machte chemische Waffentests der Armee für den Vorfall verantwortlich, obwohl auch alternative Erklärungen vorgeschlagen wurden. Ein 1998 veröffentlichter Bericht wurde als „erstes dokumentiertes Eingeständnis“ der US-amerikanischen Armee angesehen, dass ein Nervengift den Tod der Schafe im Skull Valley verursacht habe.

## Vorfall
In den Tagen vor dem Dugway-Schaf-Zwischenfall führte die US-Armee auf dem Dugway Proving Ground mindestens drei separate Tests mit Nervenkampfstoffen durch. Alle drei Tests fanden am 13. März 1968 statt. In einem Fall wurde eine chemische Artilleriegranate abgefeuert, in einem anderen Fall wurden 600 Liter Nervenkampfstoff in einer Freiluftgrube verbrannt und im dritten Fall versprühte ein Düsenflugzeug Nervenkampfstoff in einem Zielgebiet etwa 43 km westlich des Skull Valley. Es ist das dritte Ereignis, das üblicherweise mit dem Schafsmord in Skull Valley in Verbindung gebracht wird.
Das Bekanntwerden des Schafsmordes begann mit einem Telefonanruf am 17. März 1968 um 12:30 Uhr. Der Direktor der ökologischen und epidemiologischen Abteilung der Universität von Utah rief den Leiter der ökologischen und epidemiologischen Abteilung in Dugway an, um zu berichten, dass 3.000 Schafe in der Gegend von Skull Valley tot seien. Die Schafe weideten in einem Gebiet, das etwa 43 km vom Testgelände entfernt war; insgesamt wurden in den nächsten Tagen 6.000–6.400 tote Schafe als Folge des Vorfalls gemeldet. Der Versuch des Dugway Sicherheitsdienstes, die toten Schafe zu zählen, ergab eine Zahl von 3.843.